# حضارة جيروفت
«حضارة جيروفت» هي حضارة أثرية مُفترضَة تعود إلى العصر البرونزي (أواخر الألفية الثالثة قبل الميلاد)، وتقع في أراضي مقاطعتي بلوشستان وكرمان الحالية في إيران. تستند فرضية وجودها إلى مجموعة من القطع الأثرية المُصادرة في إيران وسلّم الكثير بأنها نابعة من منطقة جيروفت في جنوب وسط إيران، وذلك حسبما ذكرت أجهزة الأخبار الإيرانية على مواقع الإنترنت، في بداية عام 2001.
يُعد كنار صندل موقع النوع المقترح لهذه الحضارة، ويقع بالقرب من جيروفت في منطقة نهر هليل. من بين المواقع الهامة الأخرى المرتبطة بهذه الحضارة: شهر سوخته (المدينة المحترقة)، وتبّه بمبّور، واسبّيدز، وشهداد، وتل يبليس، وتبّه يحيى.
اقترح یوسف مجیدزاده، رئيس فريق التنقيب الأثري في جيروفت، تجميع هذه المواقع باعتبارها «حضارة مستقلة من العصر البرونزي وذات طابع معماري ولغة خاصة بها»، وتتوسط بين حضارتي عيلام إلى الغرب ووادي السند إلى الشرق. يرجح يوسف وجود بقايا لمملكة آراتا المفقودة، إلا أن استنتاجاته قوبلت بتشكيك بعض المستعرضين. ربطت تخمينات أخرى (مثل دانيال ت. بوتس وبيوتر شتينكيلر) موقع كنار صندل بدولة مدينة مارحاشي الغامضة، التي يبدو أنها تقع إلى الشرق من عيلام.

## الكشف والتنقيب
جرى استرداد العديد من القطع الفنية المرتبطة بجيروفت من الناهبين الذين وُصفوا بأنهم «قرويون معدمون» ممن كسحوا المنطقة الواقعة جنوب جيروفت للاقتيات قبل عام 2001 عندما بدأ فريق بأعمال التنقيب بقيادة يوسف مجیدزاده. اكتشف الفريق أكثر من كيلومترين مربعين من بقايا مدينة يعود تاريخها على الأقل إلى الألفية الثالثة قبل الميلاد. توضح البيانات التي جمعها فريق مجیدزاده أن ازدهار جيروفت امتد من 2500 قبل الميلاد إلى 2200 قبل الميلاد.
كانت القطع الأثرية المنهوبة وبعض السفن التي استعادها المنقبون ذات صناعة فخارية لـ«نمط متباين الثقافات» والذي عُرف في بلاد ما بين النهرين والهضبة الإيرانية، وبالقرب من تبّه يحيى في بافت منذ ستينيات القرن العشرين. تقترح فرضية «حضارة جيروفت» أن هذا «النمط متباين الثقافات» هو في الواقع الأسلوب المميز لحضارة عاشت طويلًا ولم تكن معروفة من قبل.
يُعد ذلك أمرًا غير مقبول عالميًا. ينتقد عالم الآثار أوسكار موسكاريلا من متحف المتروبوليتان للفنون لجوء المنقبين إلى الإعلانات المثيرة في الوقت الذي كانوا فيه أكثر بطئًا في نشر التقارير العلمية، واصفًا ادعاءاتهم بأن علم وصف طبقات الأرض للموقع يظهر الاستمرارية في الألفية الرابعة بأنها مفرطة في التفاؤل. إلا أن موسكاريلا يُقر بأهمية الموقع.
أجرى السير مارك أوريل ستاين عمليات تنقيب سابقة في مقاطعة كرمان في عام 1930 تقريبًا.
من أبرزأعمال التنقيب الأثرية التي جرت في مقاطعة كرمان تلك التي قامت بها مجموعة بقيادة البروفيسور جوزيف كالدويل من متحف ولاية إلينوي في عام 1966 (تل يبليس) ولامبرغ كارلوفسكي من جامعة هارفارد في عام 1967 (تبّه يحيى سوغان فالي، دولت آباد).
أسفرت عمليات التنقيب الأثرية في جيروفت إلى اكتشاف العديد من القطع التي تعود إلى الألفية الرابعة قبل الميلاد.
وفقًا لما ذكره مجیدزاده، فإن العمليات الجيوفيزيائية التي قام بها خبراء فرنسيون في المنطقة تشير إلى وجود ما لا يقل عن 10 فترات تاريخية وأثرية في المنطقة تعود إلى حضارات مختلفة عاشت في هذه المنطقة خلال فترات زمنية مختلفة من التاريخ. ووفقًا للخبراء الفرنسيين الذين درسوا هذه المنطقة، فإنه يمكن تتبع الأدلة المتبقية من هذه الحضارات إلى مسافة تصل إلى 11 مترًا تحت الأرض.
يذكر مجیدزاده: «من الجلي أنه يمكن تتبع أثر دليل حضارة تل يبليس في بردسير في جميع أنحاء المنطقة. كشف جوزيف كالدويل، عالم الآثار الأمريكي، عن حضارة تل يبليس، والمعروفة باسم فترة علي آباد (الألفية الرابعة قبل الميلاد)».

## معرض الصور

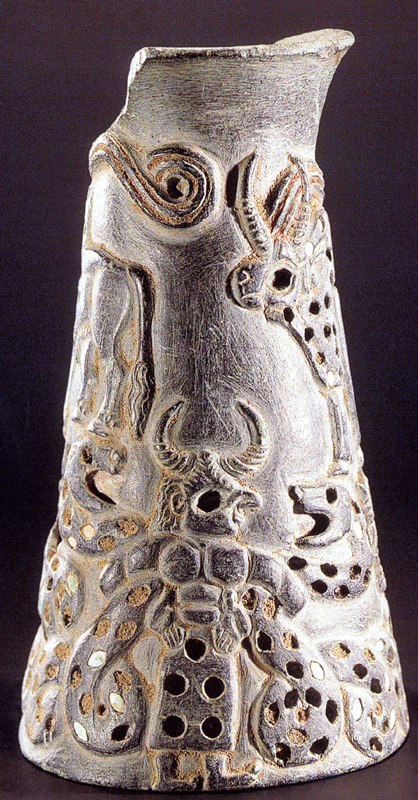
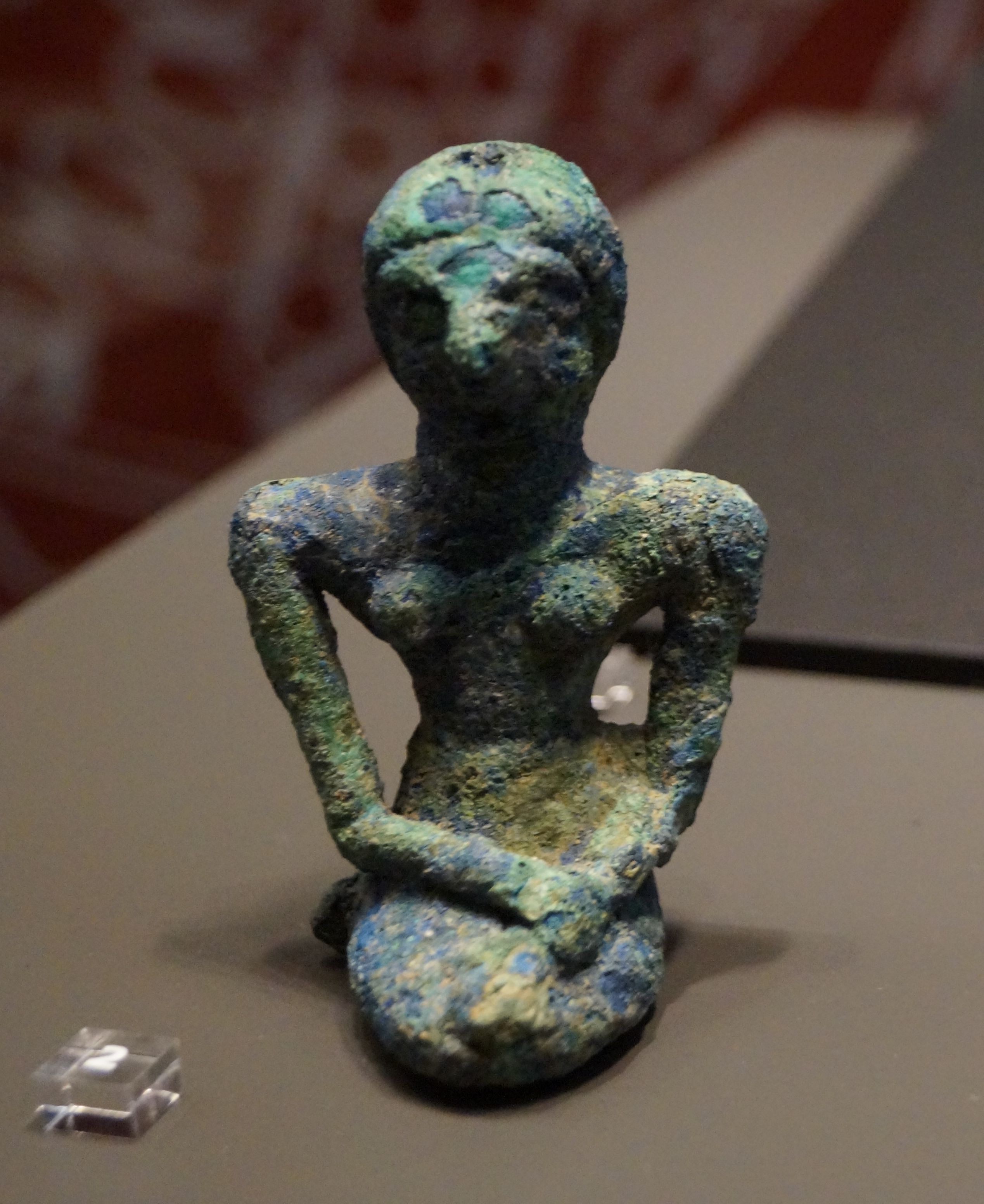
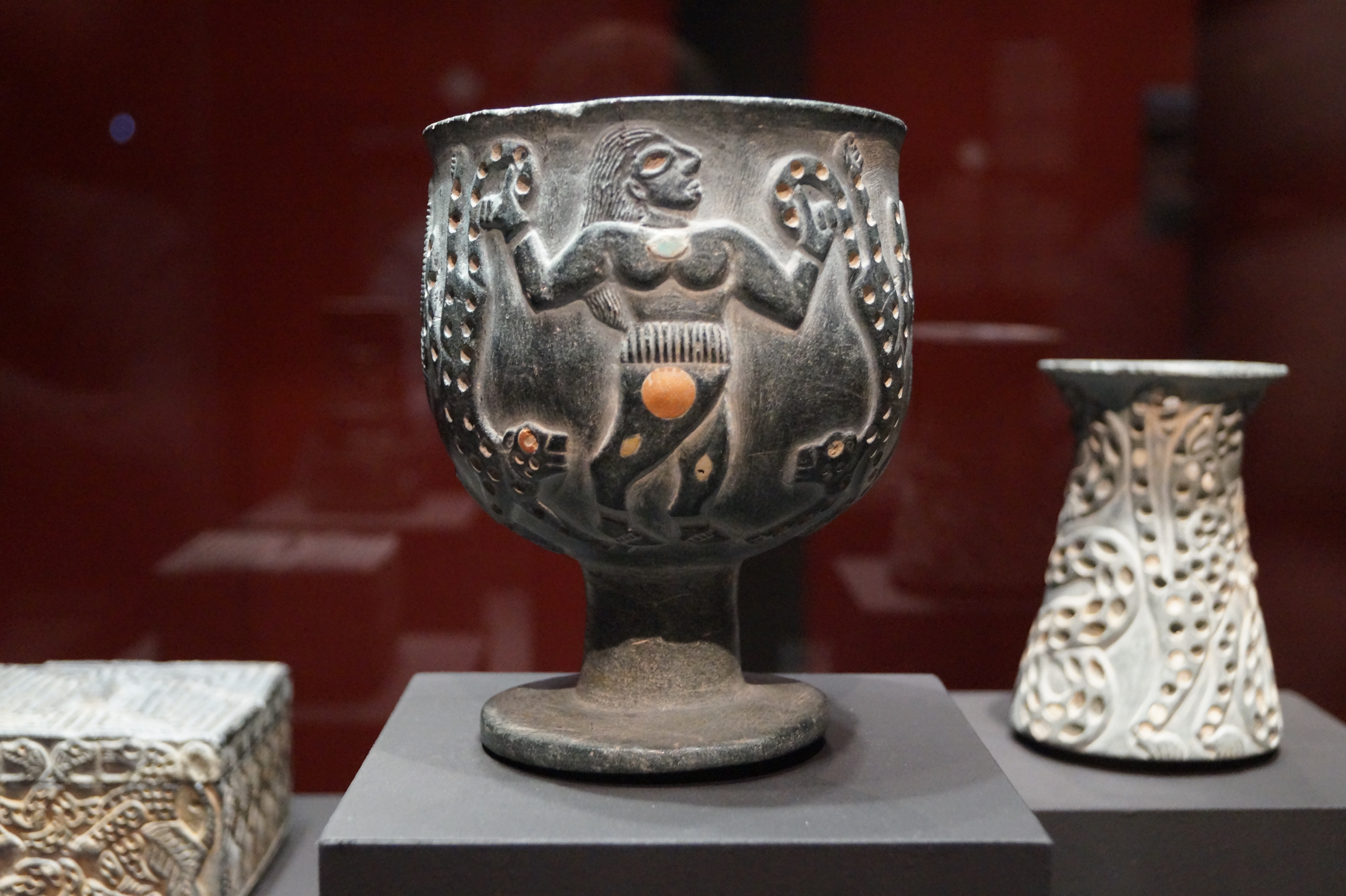
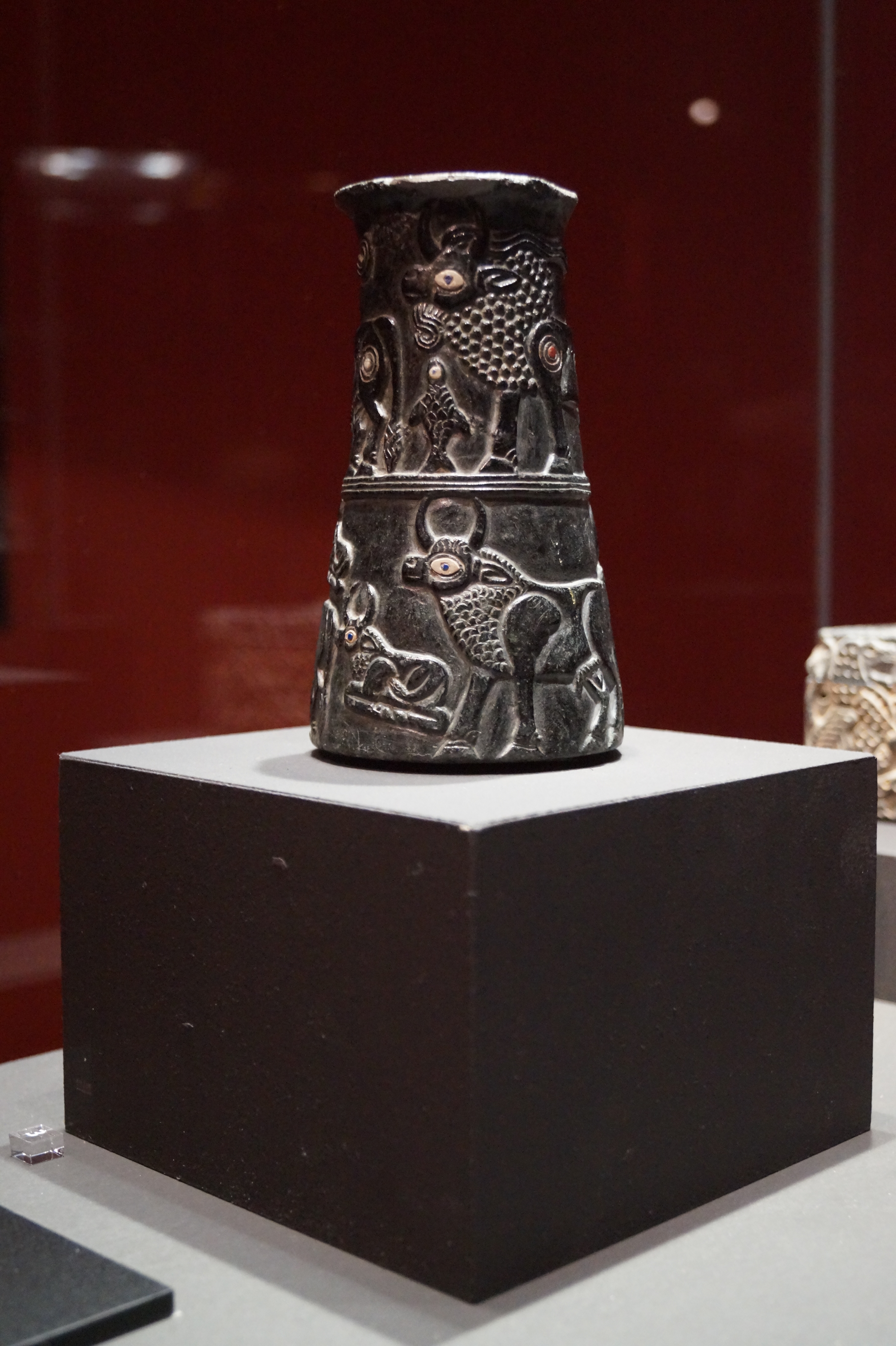